# Ionășești
Ionășești – wieś w Rumunii, w okręgu Gałacz, w gminie Nicorești. W 2011 roku liczyła 566 mieszkańców.